# به چشم کرده‌ام ابروی ماه‌سیمایی
غزلی با مطلعِ «به چشم کرده‌ام ابروی ماه‌سیمایی» غزل شماره ۴۹۱ از دیوان حافظ به تصحیح قاسم غنی و محمّد قزوینی است.